# Saint-Urcize

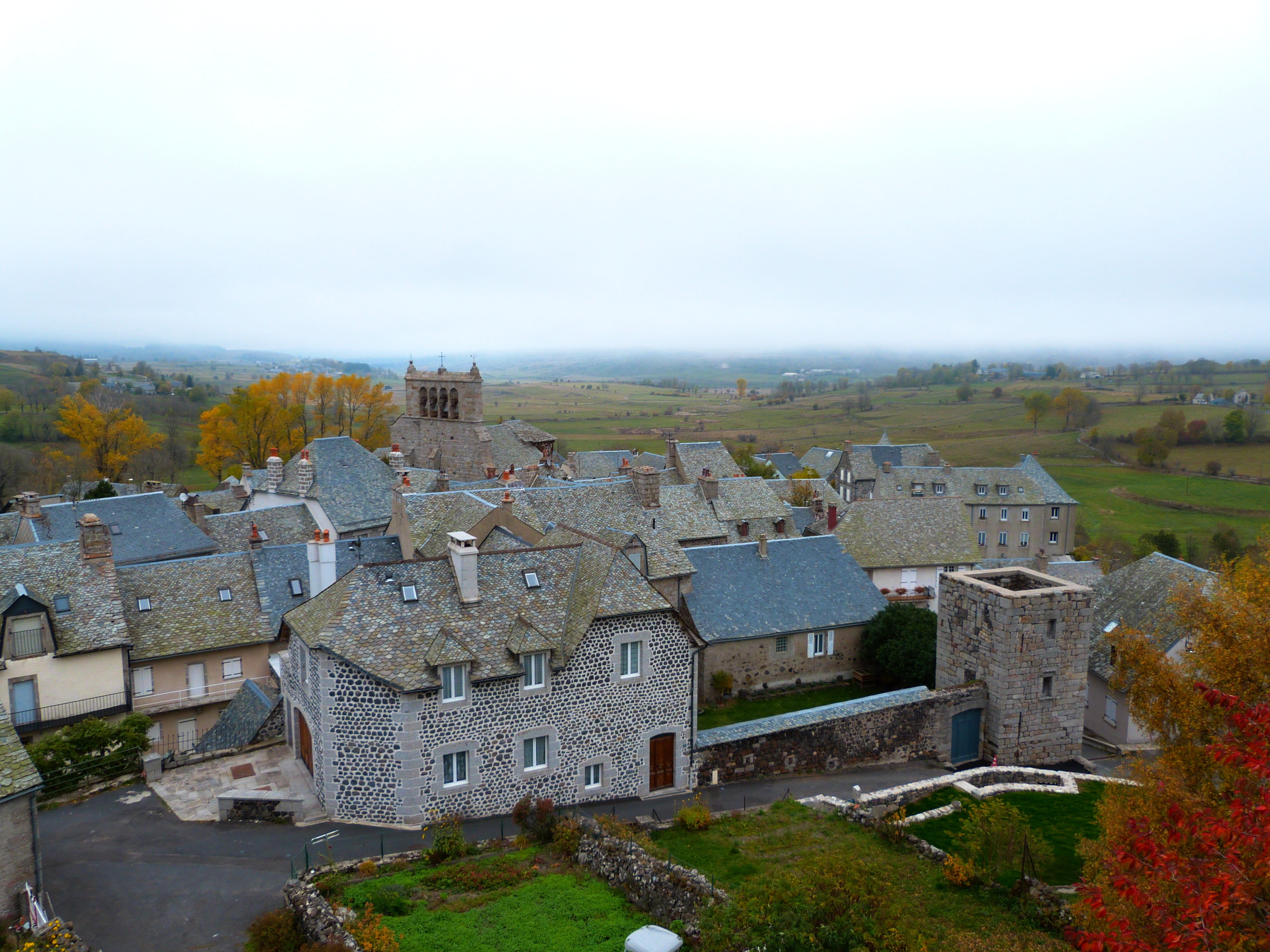
Saint-Urcize und Landschaft

Saint-Urcize (okzitanisch Sent Rocise) ist ein zentralfranzösischer Ort und eine Gemeinde mit 449 Einwohnern (Stand: 1. Januar 2022) im äußersten Süden des Départements Cantal in der Region Auvergne-Rhône-Alpes. Der in der Kulturlandschaft des Aubrac gelegene Ort grenzt an die historischen Grafschaften des Gévaudan und der Rouergue. 

## Lage und Klima
Der Ort Saint-Urcize liegt knapp 50 km (Fahrtstrecke) südlich von Saint-Flour in einer Höhe von ungefähr 1150 m; die Départementshauptstadt Aurillac befindet sich gut 90 km nordwestlich. Das Gemeindegebiet gehört zum Regionalen Naturpark Aubrac. Das Klima ist eher kühl und regenreich; Regen (ca. 890 mm/Jahr) fällt übers Jahr verteilt.

## Bevölkerungsentwicklung
| Jahr                       | 1800 | 1851 | 1901 | 1954 | 1999 | 2017 |
| Einwohner                  | 1683 | 1466 | 1118 | 726  | 527  | 417  |
| Quellen: Cassini und INSEE |      |      |      |      |      |      |

Der seit der Mitte des 19. Jahrhunderts anhaltende Bevölkerungsrückgang ist im Wesentlichen das Ergebnis einer durch die Mechanisierung der Landwirtschaft ausgelösten Landflucht.

## Wirtschaft
Die Viehzucht (Aubrac-Rinder) spielt die Hauptrolle für den Lebensunterhalt des Ortes und der Gemeinde; Mehl, Gemüse und Obst werden aus den Tallagen hierhin gebracht. Bekannt geworden ist der Ort vor allem durch die ca. 4 km südwestlich gelegene Skistation Super Blaise.

## Sehenswürdigkeiten
- Die in Teilen romanische Kirche Saint-Pierre-et-Saint-Michel ist ein außergewöhnlicher Bau des Hochmittelalters und der frühen Neuzeit.
- Der Turm einer ehemaligen Burg (château) erhebt sich auf dem Rocher de la Vierge.